# حاجي أباد (باقران)
حاجي أباد (بالفارسية: حاجی‌آباد) هي مستوطنة تقع في إيران في قسم باقران الريفي. يقدر عدد سكانها بـ 1,821 نسمة .